# Sebastes lentiginosus
Sebastes lentiginosus is een straalvinnige vissensoort uit de familie van schorpioenvissen (Sebastidae). De wetenschappelijke naam van de soort is voor het eerst geldig gepubliceerd in 1971 door Chen.